# Charaien
Charaien ist ein Motu des Ailinginae-Atolls der pazifischen Inselrepublik Marshallinseln.

## Geographie
Charaien liegt im Osten der Riffkrone des Ailinginae-Atolls, sie ist eine von nur drei weiteren namhaften Inselchen auf dieser Seite des Atolls und die nordöstlichste namhafte Insel des gesamten Atolls. Die Insel ist unbewohnt und seit dem Kernwaffentest der Bravo-Bombe atomar verseucht. Die nächste Insel im Süden ist Bokoryuren.